# Olympische Winterspiele 2014/Shorttrack – 1000 m (Männer)
Der Wettkampf über 1000 m Shorttrack der Männer bei den Olympischen Winterspielen 2014 wurde am 13. und 15. Februar 2014 im Eisberg-Eislaufpalast ausgetragen.
Olympiasieger wurde der Russe Wiktor Ahn, der zuvor in Turin 2006 bereits mehrere olympischen Medaillen für Südkorea gewonnen hatte, vor seinem Landsmann Wladimir Grigorjew und Sjinkie Knegt aus den Niederlanden.

## Rekorde

### Bestehende Rekorde
| Weltrekord         | Kwak Yoon-gy | 1:20,875 min | Calgary   | 21. Oktober 2012 |
| Olympischer Rekord | Lee Jung-su  | 1:23,747 min | Vancouver | 26. Februar 2010 |

## Ergebnisse
Q – Qualifikation für die nächste Runde
ADV – Advanced
DSQ – Disqualifikation

### Vorläufe
| Rang | Lauf | Athlet                | Land               | Zeit (min) | Anmerkungen |
| ---- | ---- | --------------------- | ------------------ | ---------- | ----------- |
| 1    | 1    | Charle Cournoyer      | Kanada             | 1:24,787   | Q           |
| 2    | 1    | Christopher Creveling | Vereinigte Staaten | 1:25,069   | Q           |
| 3    | 1    | Niels Kerstholt       | Niederlande        | 1:25,695   |             |
| 4    | 1    | Jon Eley              | Großbritannien     | 1:25,748   |             |
| 1    | 2    | Olivier Jean          | Kanada             | 1:26,089   | Q           |
| 2    | 2    | Sjinkie Knegt         | Niederlande        | 1:26,091   | Q           |
| 3    | 2    | Mackenzie Blackburn   | Chinesisch Taipeh  | 1:26,814   |             |
| 4    | 2    | Bence Béres           | Ungarn             | 1:27,735   |             |
| 1    | 3    | Wladimir Grigorjew    | Russland           | 1:26,422   | Q           |
| 2    | 3    | Han Tianyu            | China              | 1:26,530   | Q           |
| 3    | 3    | Vladislav Bykanov     | Israel             | 1:27,796   |             |
| 4    | 3    | Richard Shoebridge    | Großbritannien     | 1:27,806   |             |
| 1    | 4    | Wu Dajing             | China              | 1:24,950   | Q           |
| 2    | 4    | Viktor Knoch          | Ungarn             | 1:25,426   | Q           |
| 3    | 4    | Sébastien Lepape      | Frankreich         | 1:49,311   | ADV         |
| 4    | 4    | Freek van der Wart    | Niederlande        |            | DSQ         |
| 1    | 5    | Charles Hamelin       | Kanada             | 1:25,742   | Q           |
| 2    | 5    | Eduardo Alvarez       | Vereinigte Staaten | 1:26,070   | Q           |
| 3    | 5    | Jack Whelbourne       | Großbritannien     | 1:26,086   |             |
| 4    | 5    | Liang Wenhao          | China              | 1:28,065   |             |
| 1    | 6    | John Celski           | Vereinigte Staaten | 1:25,428   | Q           |
| 2    | 6    | Semjon Jelistratow    | Russland           | 1:26,121   | Q           |
| 3    | 6    | Ryōsuke Sakazume      | Japan              | 1:26,468   |             |
| 4    | 6    | Maxime Châtaignier    | Frankreich         | 2:20,479   |             |
| 1    | 7    | Wiktor Ahn            | Russland           | 1:25,834   | Q           |
| 2    | 7    | Sin Da-woon           | Südkorea           | 1:25,893   | Q           |
| 3    | 7    | Yūzō Takamidō         | Japan              | 1:25,905   |             |
| 4    | 7    | Robert Seifert        | Deutschland        | 1:29,468   |             |
| 1    | 8    | Lee Han-bin           | Südkorea           | 1:26,502   | Q           |
| 2    | 8    | Yuri Confortola       | Italien            | 1:26,956   | Q           |
| 3    | 8    | Shaolin Sándor Liu    | Ungarn             | 1:35,935   | ADV         |
| 4    | 8    | Thibaut Fauconnet     | Frankreich         | 2:00,795   |             |

### Viertelfinale
| Rang | Lauf | Athlet                | Land               | Zeit (min) | Anmerkungen |
| ---- | ---- | --------------------- | ------------------ | ---------- | ----------- |
| 1    | 1    | Lee Han-bin           | Südkorea           | 1:24,444   | Q           |
| 2    | 1    | Han Tianyu            | China              | 1:24,490   | Q           |
| 3    | 1    | Christopher Creveling | Vereinigte Staaten | 1:24,691   |             |
| 4    | 1    | Shaolin Sándor Liu    | Ungarn             | 1:24,966   |             |
| 5    | 1    | Charle Cournoyer      | Kanada             | 1:25,204   |             |
| 1    | 2    | Wu Dajing             | China              | 1:24,753   | Q           |
| 2    | 2    | Wladimir Grigorjew    | Russland           | 1:24,868   | Q           |
| 3    | 2    | Sébastien Lepape      | Frankreich         | 1:25,368   |             |
| 4    | 2    | Yuri Confortola       | Italien            | 1:25,428   |             |
| 5    | 2    | Viktor Knoch          | Ungarn             | 1:25,673   |             |
| 1    | 3    | Wiktor Ahn            | Russland           | 1:25,666   | Q           |
| 2    | 3    | Sjinkie Knegt         | Niederlande        | 1:25,695   | Q           |
| 3    | 3    | Eduardo Alvarez       | Vereinigte Staaten | 1:39,092   |             |
| 4    | 3    | Charles Hamelin       | Kanada             | 1:40,408   |             |
| 1    | 4    | Sin Da-woon           | Südkorea           | 1:24,215   | Q           |
| 2    | 4    | Semjon Jelistratow    | Russland           | 1:24,239   | Q           |
| 3    | 4    | Olivier Jean          | Kanada             | 1:24,935   |             |
| 4    | 4    | John Celski           | Vereinigte Staaten |            | DNF         |

### Halbfinale
QA – Qualifikation für das A-Finale
QB – Qualifikation für das B-Finale
| Rang | Lauf | Athlet             | Land        | Zeit (min) | Anmerkungen |
| ---- | ---- | ------------------ | ----------- | ---------- | ----------- |
| 1    | 1    | Wladimir Grigorjew | Russland    | 1:25,346   | QA          |
| 2    | 1    | Sin Da-woon        | Südkorea    | 1:25,564   | QA          |
| 3    | 1    | Sjinkie Knegt      | Niederlande | 1:27,258   | QB, ADV     |
| 4    | 1    | Lee Han-bin        | Südkorea    |            |             |
| 1    | 2    | Wiktor Ahn         | Russland    | 1:24,102   | QA          |
| 2    | 2    | Wu Dajing          | China       | 1:24,239   | QA          |
| 3    | 2    | Semjon Jelistratow | Russland    | 1:24,275   | QB          |
| 4    | 2    | Han Tianyu         | China       | 1:24,611   | QB          |

### B-Finale
| Rang | Athlet             | Land     | Zeit (min) | Anmerkungen |
| ---- | ------------------ | -------- | ---------- | ----------- |
| 6    | Han Tianyu         | China    | 1:29,334   |             |
| 7    | Semjon Jelistratow | Russland | 1:29,429   |             |

### A-Finale
| Rang | Athlet             | Land        | Zeit (min) | Anmerkungen |
| ---- | ------------------ | ----------- | ---------- | ----------- |
| 1    | Wiktor Ahn         | Russland    | 1:25,325   |             |
| 2    | Wladimir Grigorjew | Russland    | 1:25,399   |             |
| 3    | Sjinkie Knegt      | Niederlande | 1:25,611   |             |
| 4    | Wu Dajing          | China       | 1:25,772   |             |
| 5    | Sin Da-woon        | Südkorea    |            | DSQ         |